# Яманота
Ямано́та (нід. Jamanota) — найвища вершина Аруби, яку видно з будь-якої точки острова.
Височина розташована на території національного парку Арікок. Її висота становить 188 м. Завдячуючи природному бар'єру у вигляді Яманоти і пагорба Арікок мікрокліматичні умови національного парку захищені від постійних північно-східних вітрів.
На Яманоті часто зустрічаються дикі кози та віслюки, також достатньо відомі місцеві папуги. Панорама з вершини включає «французьку стежку» на південному узбережжі, де індіанці захищали острів від французів.